# Parsons (Wirginia Zachodnia)
Parsons – miasto w Stanach Zjednoczonych, w stanie Wirginia Zachodnia, w hrabstwie Tucker.